# Ahmad El-Sokkary
Ahmed El-Sokkary (en arabe : أحمد السكرى), né le 16 décembre 1997, est un escrimeur égyptien.

## Carrière
Ahmed El-Sokkary est médaillé d'or en épée par équipes ainsi que médaillé d'argent en épée individuelle aux Championnats d'Afrique 2018 à Tunis, ainsi qu'aux Championnats d'Afrique 2022 à Casablanca.
Il est médaillé d'or en épée par équipes aux Championnats d'Afrique 2023 au Caire.